# Thalke Deters
Thalke Deters (* 5. September 1987 in Westerstede, geborene Thalke Bitter) ist eine ehemalige deutsche Handballspielerin.

## Karriere
Thalke Deters spielte zunächst bei der SG Neuenburg/Bockhorn. 2003 wechselte sie zum VfL Oldenburg, wo sie gleich im ersten Jahr norddeutscher A-Jugend-Meister wurde. Ab 2004 spielte sie mit der zweiten Frauenmannschaft des VfL in der Regionalliga, der 2. Handball-Bundesliga und ab 2010 in der neugegründeten 3. Liga. Ab der Saison 2012/13 gehörte die 1,87 Meter große Rückraumspielerin zum Kader der Oldenburger Bundesligamannschaft, wo sie überwiegend in der Abwehr zum Einsatz kam. Im Februar 2015 kündigte sie an, dass sie ihre Karriere nach der Saison 2014/15 beenden wird.

## Privates
Deters ist gelernte Physiotherapeutin, ihr Bruder Johannes Bitter war Handballtorwart beim Bundesligisten HSV Hamburg. Ihr Bruder Renke Bitter spielt bei der SG VTB Altjührden.